# Violette de Toulouse (confiserie)
Les violettes de Toulouse sont des friandises élaborées à partir de fleurs fraîches de violettes cristallisées dans du sucre créées par Candiflor en 1818. Il s'agit d'une des spécialités culinaires de la ville de Toulouse. 

## Caractéristiques
La fabrication de cette confiserie est très délicate. Essentiellement manuelle, elle est élaborée à partir de fleurs fraîches cueillies à maturité en mars.
La fabrication consiste à enrober les fleurs fraîches (variétés Viola odorata ou Viola suavis) de sucre, puis de faire cristalliser le tout. Le confiseur historique de ces violettes cristallisées depuis 1818 est Candiflor. 

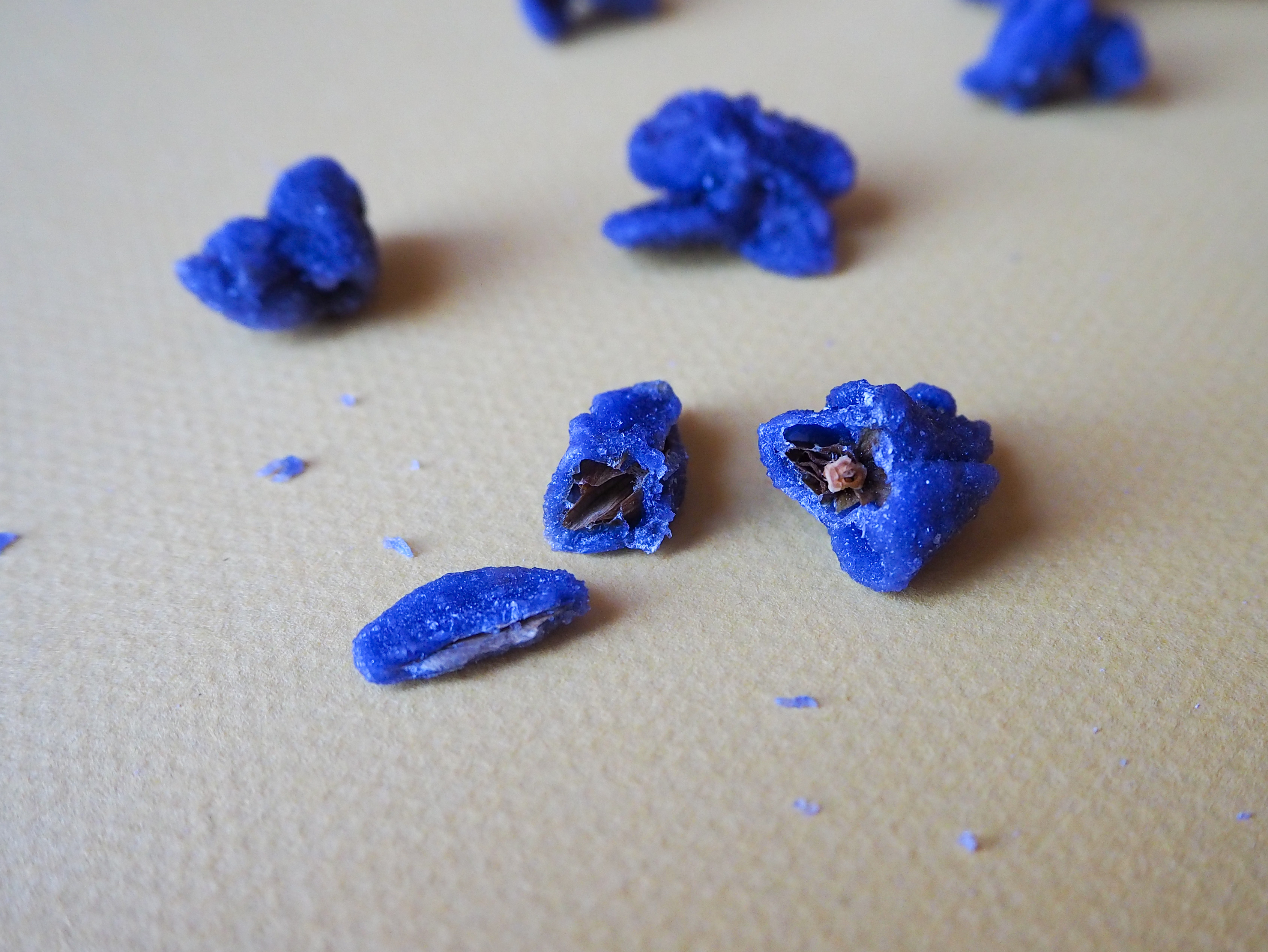
Détails d'une Violette de Toulouse, coupée en trois morceaux afin de distinguer la vraie fleur à l'intérieur.

L'appellation « violette de Toulouse » est une marque déposée.

## Variantes

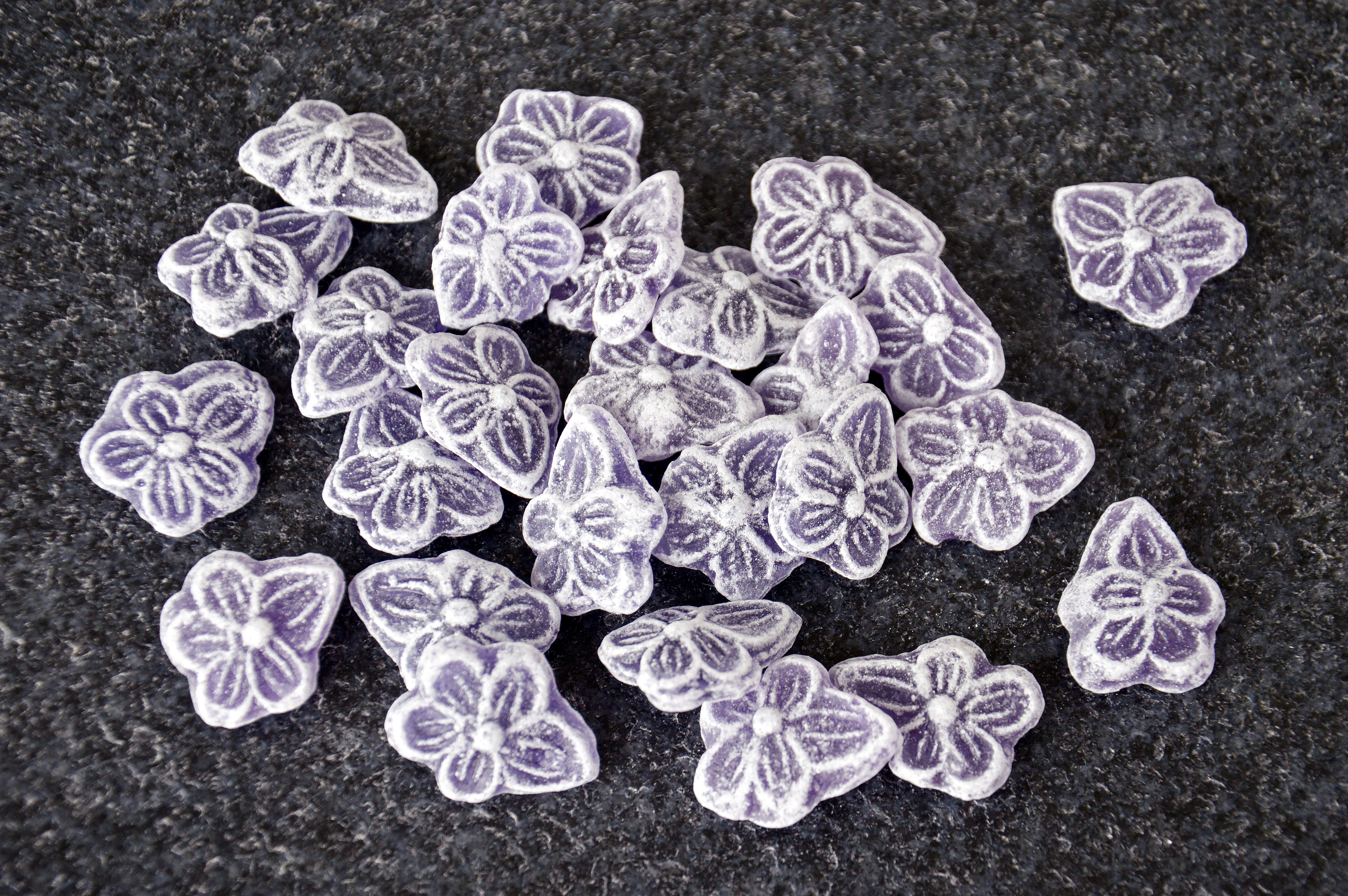
Bonbons à la violette.

Il existe également, dans la région toulousaine, des bonbons parfumés à la violette dits « bonbons à la violette ». Ils sont élaborés comme un bonbon traditionnel et non à partir d'une fleur naturelle enrobée de sucre.
En Espagne, il existe un petit bonbon, dit « caramelo de violeta », d'une taille de deux centimètres en forme de violette à cinq pétales. Ils ont été initialement fabriqués par Vicente Sola, en 1915, dans sa pâtisserie-confiserie madrilène « La Violeta »,.
Dans la région de Liège en Belgique, il existe la violette de Liège fabrique par la confiserie artisanale Gicopa à Sprimont.